# The Palace of Auburn Hills
The Palace of Auburn Hills, a menudo conocido simplemente como The Palace, fue un pabellón deportivo multiusos situado en la localidad de Auburn Hills, en el estado de Míchigan (Estados Unidos), a unos 40 km al norte del centro de la ciudad de Detroit, y que fue inaugurado en 1988 y clausurado en 2017. Durante treinta años, de 1988 a 2017, fue sede del equipo de la NBA Detroit Pistons, y desde 1998 a 2009 fue sede también del equipo femenino de la WNBA Detroit Shock, hasta su mudanza a la ciudad de Tulsa (Oklahoma). Actualmente se encuentra cerrado y sin uso y su demolición estaba prevista para enero de 2020. Finalmente, demorada por las restricciones del Coronavirus, la demolición se llevó a cabo el 11 de julio de 2020.

## Historia

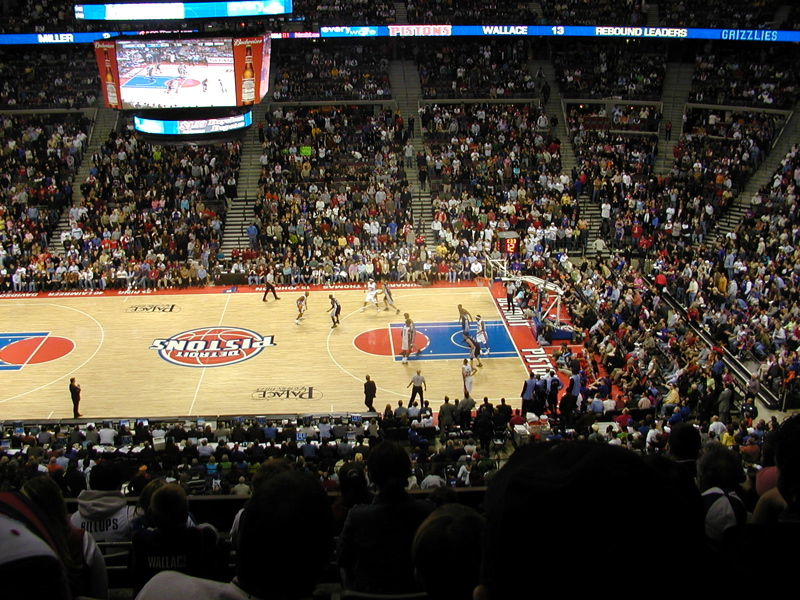
Detroit Pistons contra Memphis Grizzlies en The Palace, en 2006

Antes de que el Palace fuera abierto, los Pistons carecían de un estadio confortable. Entre 1957 y 1978 el equipo compitió en el Olympia Stadium y el Cobo Arena, ambos considerados pequeños para los propósitos de la NBA. En 1978, el propietario del equipo, William Davidson, lo recolocó en el Pontiac Silverdome, un enorme estadio concebido para el fútbol americano, con una gran capacidad para el público pero con unos enormes problemas de visión del espectáculo.
Para solucionar esto, un grupo controlado por Davidson inició la construcción del Palace, terminando en 1988 con un coste total aproximado de 70 millones de dólares, y se abrió al público en la temporada 1988-89 de la NBA. Desde entonces, cuando uno de sus propietarios gana un título, la dirección domiciliaria del pabellón cambia, estando situado en este momento en 5 Championship Drive (Avenida de los 5 campeonatos), reflejando los 3 títulos de los Pistons y los 2 de las Detroit Shock.

### Pelea entre Detroit Pistons e Indiana Pacers
El 19 de noviembre de 2004 se produjo una gran pelea en pleno partido (a 46 segundos para la conclusión del choque) conocida como la "pelea entre Detroit Pistons e Indiana Pacers" (en inglés "Pacers–Pistons brawl", y conocido comúnmente como "Malice at the Palace") mientras el marcador iba 82-97 para los Pacers. Tras una melé entre los jugadores, un aficionado arrojó un vaso con bebida a Ron Artest mientras este descansaba sobre la mesa de anotación, por lo que Artest accedió a la grada para agredir a dicho espectador, que a su vez ayudado por otros espectadores también golpearon al jugador. Las sanciones siguen siendo las mayores de la historia del deporte norteamericano por causa de violencia.

## Capacidad
El Palace of Auburn Hills es el pabellón con más capacidad de Estados Unidos, lo cual ayudó a los Pistons a conseguir el récord de asistencia entre 2002 y 2006. El segundo mayor pabellón de la NBA es el United Center de los Chicago Bulls.
La capacidad total del pabellón es de 22 076 espectadores para el baloncesto, que se aumenta hasta los 23 000 en conciertos con el escenario al fondo, y 24 276 con el escenario central.

## Palcos de lujo
El Palace se construyó con 180 palcos de lujo, cifra que se consideró desorbitada cuando se abrió, pero que se han mantenido alquilados casi en su totalidad desde entonces. En diciembre de 2005 se añadieron 5 palcos más al nivel del suelo, cada uno de ellos con 42 m², con un coste de alquiler de 450 000 dólares, y se abrieron 8 más en 2006 de entre 74 y 112 m², por debajo del nivel del pabellón, con un precio de 350 000 dólares anuales.
El alquiler de este tipo de palcos ha permitido que el pabellón sea uno de los cinco dentro de la NBA que no haya recurrido a la esponsoirización de su nombre.